# عسر ولادة الكتف
عسر ولادة الكتف هو حالة معينة من الولادة المتعسرة حيث تحدث بعد تسليم الرأس، الكتف الأمامي للرضيع لا يمكن أن يمر، يتطلب مساعده كبيرة لتمريره أدنى ارتفاق العانة. يتم تشخيصه عندما يتم فشل ولادة الأكتاف أو عدم ولادتها بعد رأس الجنين في وقت قليل. عسر الولادة الكتف هو حالة للطوارئ، وفاة الجنين يحدث لو لم يتم ولادة الطفل، وذلك بسبب ضغط من الحبل السري داخل قناة الولادة.

## العلامات والأعراض
واحدة من سمات عسر ولادة الكتف هي علامة السلاحف، التي تنطبق على المظهر حيث يتراجع رأس الجنين (مثل انسحاب السلحفاة الي غلافها)، وحماموي (أحمر)، ووجه منتفخ يدل على احمرار الوجه. يحدث هذا عندما يكون هناك انسداد للكتف خلال حوض الأمهات.

## عوامل الخطر
حوالي 16 ٪ من عسر الولادة للكتف، حيث اينما تحدث الولادة، سوف يكون هنالك عوامل الخطر التقليدية.
عوامل خطر التي يتم التعرف عليها بشكل جيد، مثل مرض السكري، عملقة الجنين، والسمنة للأمهات، وغالبا ما يكون من الصعب التنبؤ بها.على الرغم من التحكم المناسب للتوليد، إصابة الجنين (مثل اصابة الضفيرة العضدية) حتى وفاة الجنين أو يمكن أن يكون أحد مضاعفات حالة الولادة الطارئة.
عوامل الخطر الأمهات:. العمر > 35 . قصيرة القامة. / الحوض غير طبيعي وصغير. المدى + (مؤجلة) (أكثر من 42 أسبوعا من الحمل). الوزن عند الولادة الأمهات عالية (عملقة الجنين -> 4000G). مرض السكري (2-4 أضعاف في خطر).
العوامل التي تزيد من علامات الخطر / تحذير هي:
- الحاجة ل معجلات للولادة
- مرحلة توليد طويلة في المرحلة الأولى أو الثانية
- علامة سلحفاة
- تمايل الرأس في المرحلة الثانية
- الفشل في العودة للوضع الطبيعي
- لا دوران للكتف أو الهبوط
- ولاده باستخدام الآلات

معدلات التكرار مرتفعة نسبيا (إذا كان هنالك عسر الولادة للكتف في والاده السابقه، فإن الخطر الآن هو 10 ٪ عما كانت عليه في عامة للسكان).

## الإدارة
أصبحت إدارة عسر الولادة الكتف نقطة تركيز العديد من وحدات التوليد والتمريض في أمريكا الشمالية. مثل هذه الدورات ووحدات برنامج التمريض Canadian More-OB program
علي التشجيع للقيام بتدريبات روتينية لمنع التأخير في التوليد التأهيلي والذي يؤثر سلبا على كل من الأم والجنين. علاج الأكثر شيوعا يدعي ALARMER.
طلب المساعدة. وهذا ينطوي على الاستعداد لل مساعدة من طبيب التوليد، والتخدير، وطب الأطفال للإنعاش اللاحق اللازمة للرضع والتي قد تفشل الأساليب أدناه.
- ثني الساق (مناورة McRoberts ')
- ازالة الحشر للكتف الامامي (الضغط)
- مناورة روبين
- التسليم اليدوي من الذراع الخلفي
- بضع الفرج
- التدحرج على أربع

الاستفادة من إجراءات في ترتيب ALARMER هو أنه يذهب من الأقل إلى الأكثر الغازية، وبالتالي تقليل الضرر للأم في حال أن الرضيع يتم توليده مع واحد من مناورات سابقة. في حال أن هذه المناورات غير ناجحة، المولدين المهرة يقوموا ببعض الإجراءات الاضافية للمذكورة أعلاه.
كسر الترقوة المتعمد هو محاولة أخيرة في الولادة المهبلية اللاجراحي قبل المناورة Zavanelli أو بضع الارتفاق، وتعتبر كلا من التدابير للمعاملة غير عادية.

### الإجراء
وتشمل الدورات علي ALSO and PROMPT. يجرى عدد من الاوضاع للتوليد و / أو المناورات بالتتابع في محاولة لتسهيل التوليد في هذه المرحلة، بما في ذلك:
McRoberts* المناورة. ويعمل المناورة McRoberts في حالة عسر الولادة للكتف، الولادة تتم بأن ينطوي «فرط الثني» خلال الساقين للأم بإحكام على بطنها. هذا يوسع الحوض، ويسطح العمود الفقري في أسفل الظهر (الفقرات القطنية).
إذا لم تنجح هذه المناورة، مساعد يقوم بإطباق الضغط على أسفل البطن (الضغط فوق العانة)، ويتم توليد الرأس أيضا بالسحب بلطف. هذه التقنية الفعالة في حوالي 42 ٪ من الحالات.
- الضغط فوق العانة (أو روبي)
- روبين II أو الضغط الخلفي على الكتف الأمامي، الأمر الذي جعل الجنين في وضع مائل مع الرأس نوعا ما نحو المهبل
- مناورة Woods' screw الأمر الذي يؤدي إلى تحول الكتف الأمامي إلى الخلفي والعكس بالعكس (إلى حد ما عكس مناورة روبين II)
- مناورة Jacquemier (وتسمى أيضا مناورة بارنوم)، أو تسليم الكتف الخلفي أولا، التي يتم تحديد الساعد واليد في قناة الولادة، والسحب بلطف.
- مناورة Gaskin ، سميت معتمد من الفئة المحترفه للقابلة إينا مايو غاسكين، ينطوي على نقل الأم إلى وضع أربع مع الظهر متقوس، وتوسيع مخرج الحوض.

وتشمل المناورات أكثر جذرية
- مناورة Zavanelli ، والذي ينطوي على دفع رأس الجنين مرة أخرى مع إجراء العملية القيصرية. أو استبدال رأسي داخلي تليها الجراحة القيصرية.
- كسر الترقوة المتعمد للجنين، مما يقلل من القطر لحزام الكتف وهذا يتطلب أن يمر عبر قناة الولادة.
- بضع الارتفاق للأمهات، الأمر الذي يجعل افتتاح قناة الولادة أكثر ليونه عن طريق كسر النسيج الضام بين اثنين هما العانة والعظام لتسهيل مرور الكتفين.
- الإنقاذ في البطن، والتي وصفها O'Shaughnessy ، حيث بضع الرحم يسهل الولادة المهبلية للكتف المنحشرة.

## المضاعفات
مصدر القلق الرئيسي من عسر الولادة للكتف هو الأضرار التي لحقت لضفيرة الأعصاب العليا العضدية. حيث تقوم بإمداد المكونات الحسية والحركية من الكتف والذراع واليدين. ومناقشة المسببات المرضية ل إصابة الجنين، وجد أن الآلية المحتملة هي التمدد اليدوي للأعصاب، في حد ذاته الذي يمكن أن يسبب الإصابة.
علاوة علي ذلك التوتر الزائد قد يسبب قطعا جسديا للجذور العصبية مما يؤدي الي الخروج من العمود الفقري للطفل حديثي الولادة، مما أدى إلى اختلال وظيفي كامل.الجذور البطنيه (المسار الحركي) أكثر عرضه للإصابة لأنهم في مدي واسع للضغط، الأعصاب الحسيه الأماميه محميه الي حد ما بسبب حركة الكتف المعتاده للداخل.
- شلل klumpke
- شلل Erb's
- نقص الأكسجة للجنين
- وفاة الجنين
- الشلل الدماغي
- نزيف الأمهات بعد الولادة (11 ٪)
- التمزقات المهبلية وقطع الدرجة 3rd /4th
- امتداد بضع الفرج
- تمزق الرحم

## علم الأوبئة
على الرغم من أن التعريف غير دقيق، فإنه يحدث في حوالي 0,3-1 ٪ من الولادة المهبليه.

## معرض صور

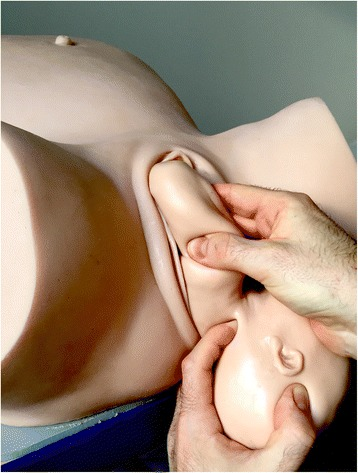
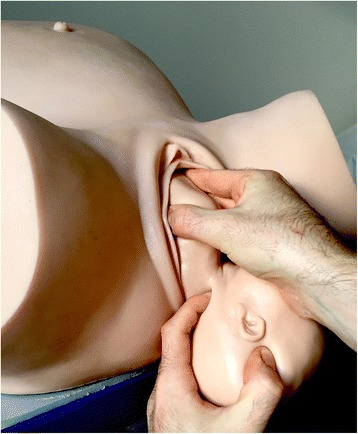
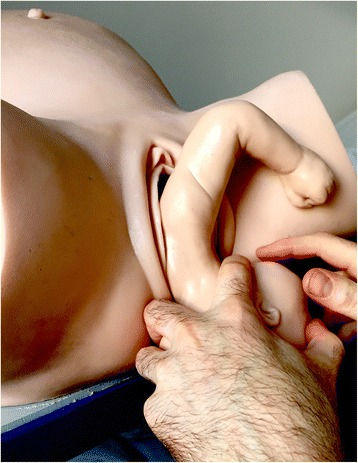
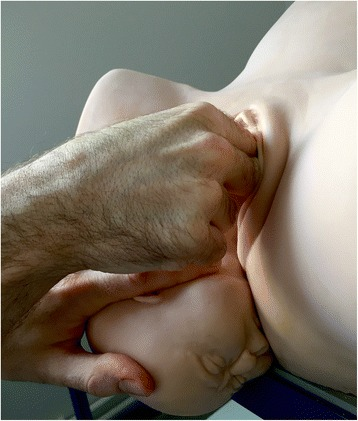